# Halechiniscidae
Halechiniscidae – rodzina niesporczaków z gromady Heterotardigrada i rzędu Arthrotardigrada.
Do rodziny tej należy ponad połowa wszystkich gatunków morskich niesporczaków.
Grzbietową stronę ciała mają pozbawioną silnie zesklerotyzowanych płytek. Zestaw przydatków głowowych może być pełny lub nie. Drugorzędowe clavae niekiedy przybierają formę buławkowatą, kopułowatą bądź są niewidoczne. Występuje środkowa szczecinka głowowa (cirrus medianus). U form dorosłych każde z odnóży zakończone jest czterema palcami, z których każdy dystalnie zwieńczony jest pazurkiem. Pazurek ten może być prosty lub wyposażony w dodatkowy haczyk. Niekiedy na palcach znajdować się mogą pedunculusy. Często nasadowa część cirrusa E jest akordeonowata. U większości gatunków występują zbiorniczki nasienne.
Zalicza się tu następujące podrodziny:
- Dipodarctinae Pollock, 1995
- Euclavarctinae Renaud-Mornant, 1983
- Florarctinae Renaud-Mornant, 1982
- Halechiniscinae Thulin, 1928
- Orzeliscinae Schulz, 1963
- Quisarctinae Fujimoto, 2015
- Styraconyxinae Kristensen & Renaud-Mornant, 1983
- Tanarctinae Renaud-Mornant, 1980